# 曹閶
曹閶（？—？），字冀成，湖廣江夏人，一說浙江黃巖人，明朝政治人物，同進士出身。

## 生平
永樂四年（1406年）登丙戌科進士。后選為翰林院庶吉士，編撰永樂大典。